# Erschmatt
Erschmatt est une localité et une ancienne commune suisse du canton du Valais, située dans le district de Loèche. L'Office fédéral de la Culture recense Erschmatt dans l'inventaire ISOS comme village d'importance nationale. La première maison d'habitation « Heliodom » du monde a été inaugurée à Erschmatt le 7 septembre 2013.

## Histoire
Le 1er janvier 2013, Erschmatt a été intégrée dans la commune de Loèche.

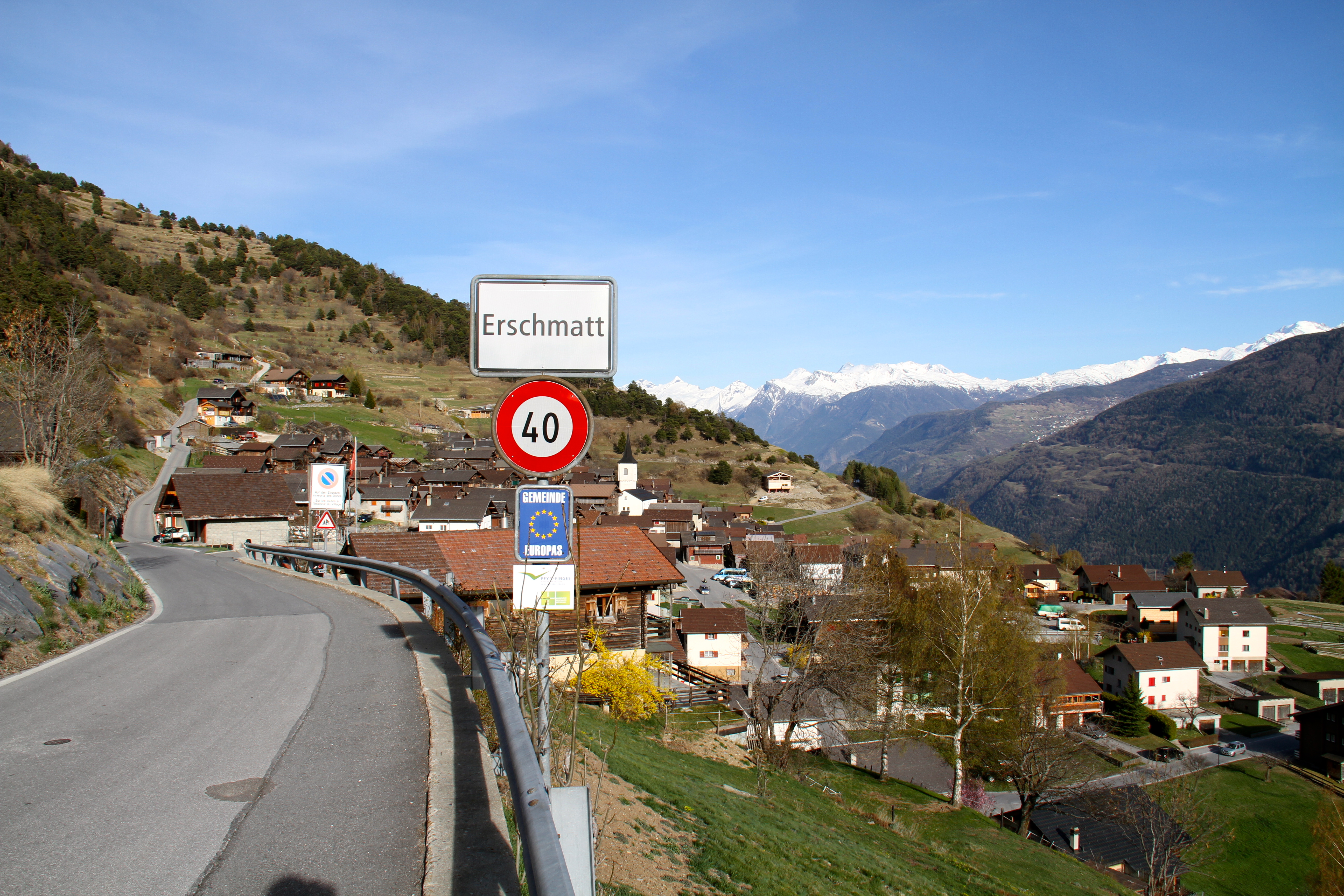
Erschmatt
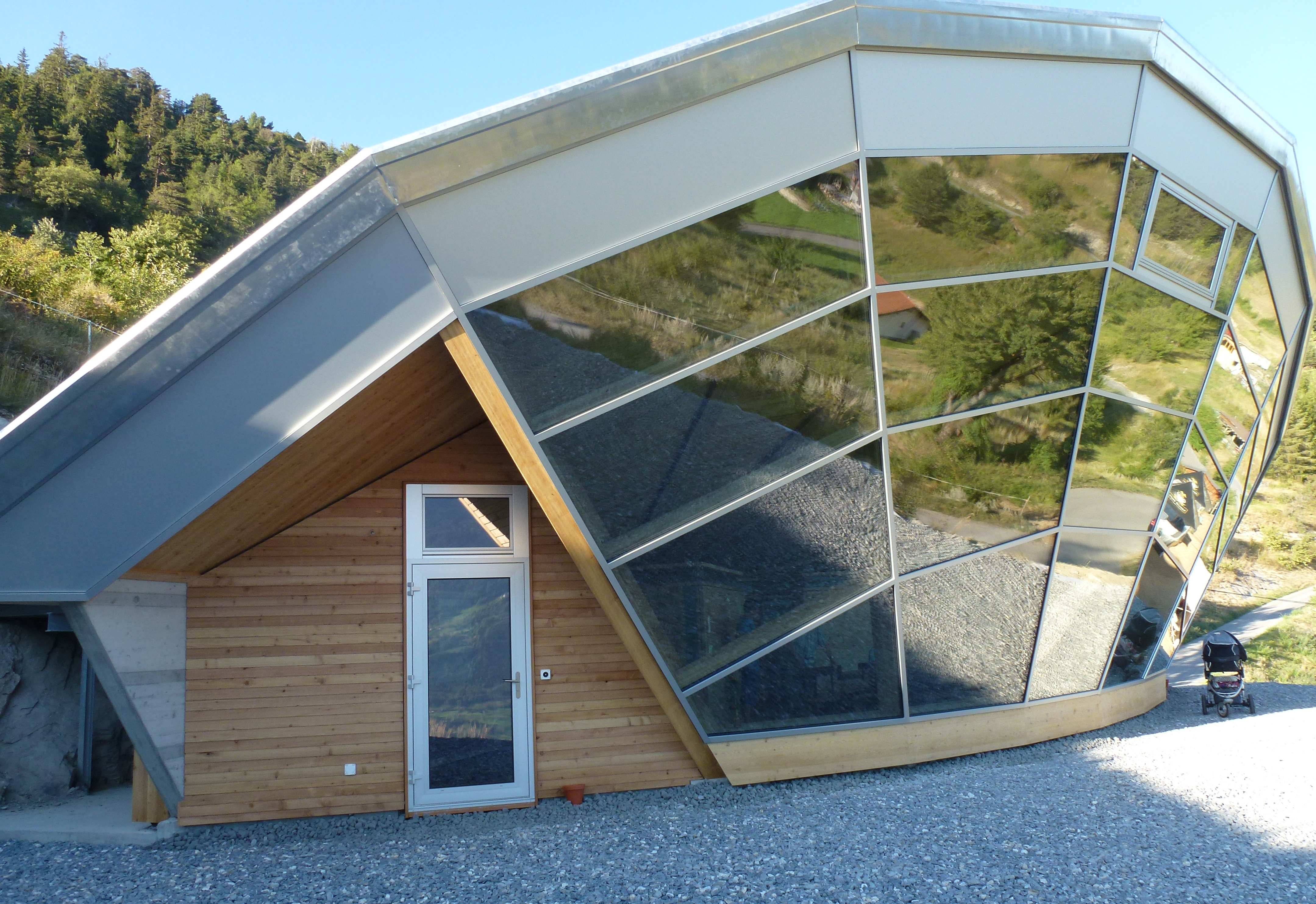
Heliodom à Erschmatt, 04.09.2013
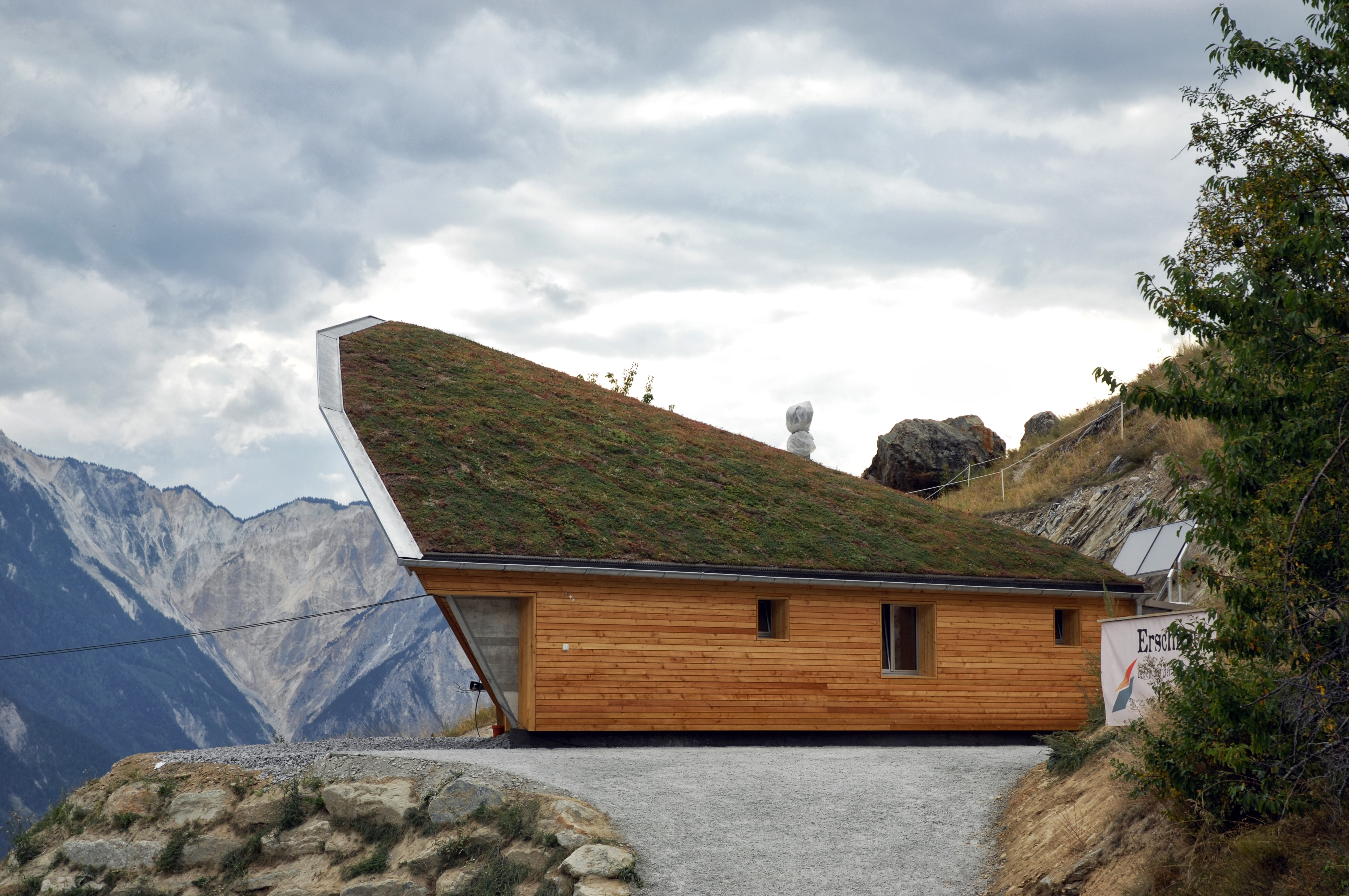
Heliodom à Erschmatt, 07.09.2013